# Signale für die musikalische Welt

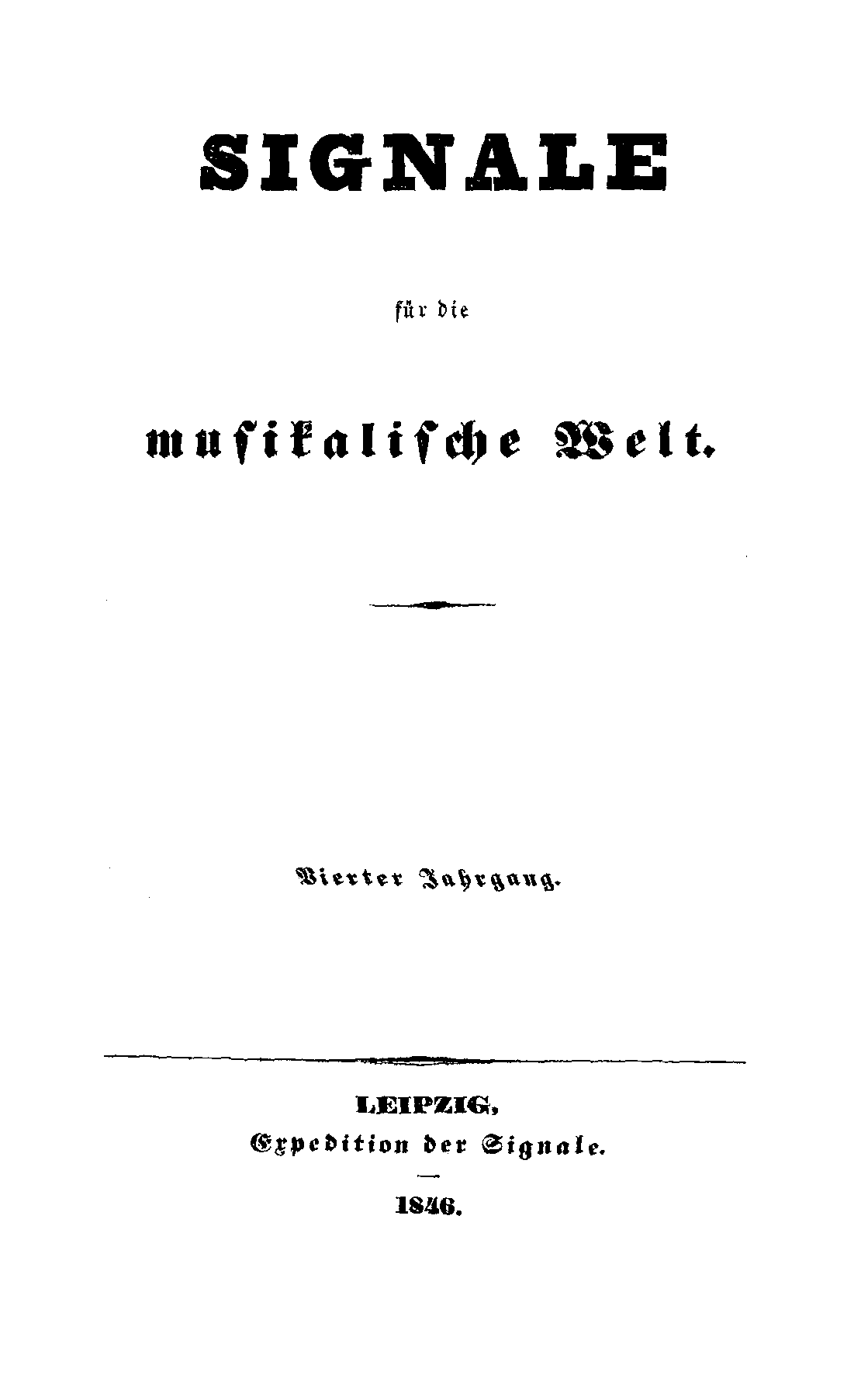
Ein Titelblatt aus dem Jahr 1846

Signale für die Musikalische Welt war eine Musikzeitschrift, die 1842 von Bartholf Senff ins Leben gerufen wurde und die in den Jahren 1843 bis 1941 erschienen ist.

## Geschichte
Die Zeitschrift erschien zunächst 1842 in einer Probeausgabe und ab 1843 im Eigenverlag „Verlag der Signale“ in Berlin und im Verlag „Expedition der Signale“ in Leipzig. Später wurde sie durch Senff in seinem 1847 gegründeten Verlag „Bartholf Senff“ in Berlin und Leipzig verlegt. Nachdem Senff im Jahr 1900 gestorben war, wurde der Verlag durch seine Nichte Marie Senff weitergeführt. Diese verkaufte 1907 an den Simrockverlag. Bis ins Jahr 1919 erschien die Zeitschrift weiterhin in Leipzig und Berlin, ab 1920 nur noch in Berlin. 1941 wurde sie nach 99 Jahren und mit der Ausgabe Nr. 21/22 eingestellt. In der Zeitschrift erschienen Originalwerke oder Korrespondenzen bekannter Komponisten wie Edmund Abesser, Felix Mendelssohn Bartholdy, Johannes Brahms, Robert Schumann, Louis Spohr und vielen weiteren. Des Weiteren gab es Kritiken oder Nachrufe. Zu den Mitarbeitern gehörte unter anderem seit 1844 der aus Braunschweig stammende Louis Köhler.
| Verantwortlicher Redakteur                              | Zeitraum  |
| ------------------------------------------------------- | --------- |
| Bartholf Senff                                          | 1843–1900 |
| Louis Köhler                                            | 1844–1886 |
| Karl Westermeyer                                        | 1855      |
| Alfred Heuß                                             | 1902–1905 |
| Detlef Schultz (1872–????, Musikkritiker)               | 1902–1907 |
| August Spanuth (1857–1920, Pianist)                     | 1907–1920 |
| Max Chop, Ferdinand Scherber (1874–1944, Musikkritiker) | 1920–1929 |
| [Rudolf] Walter Hirschberg (1889–1960)                  | 1930–1933 |
| Walter Petzet (1866–1941, Musikschriftsteller)          | 1933–1937 |
| Richard Olekopf                                         | 1937–1941 |

## Ausgaben und Literatur
- Signale für die musikalische Welt. begründet von Bartholf Senff im Jahre 1842. (wikisource – erschienen mit der Nr. 1 1843 bis Nr. 21/22 1941 in 99 Jahrgängen).
- Foyer: Heiteres Feuilleton aus 55 Jahrgängen der „Signale für die musikalische Welt“ 1842–1897. Mit einer Originalhandzeichnung von C. von Piloty. Bartholf Senff, Leipzig 1898, OCLC 635345191.
- Bartholf Senff, Michael Peschke: Signale für die musikalische Welt 1843–1941. Teil 1. K.G. Saur, München 1994, ISBN 3-598-33192-4 (Mikrofiche-Edition).
- Michael Peschke: Signale für die musikalische Welt 1843–1941. Teil 2: Bibliographie und Indizes zur Mikrofiche-Edition. K.G. Saur, München New Providence London Paris 1995, ISBN 3-598-33194-0.
- Rudolf Vogler: Die Musikzeitschrift „Signale für die musikalische Welt“. 1843–1900 (= Kölner Beiträge zur Musikforschung. Band 81). Bosse, Regensburg 1975, ISBN 3-7649-2589-2.